# Carlo Maderno

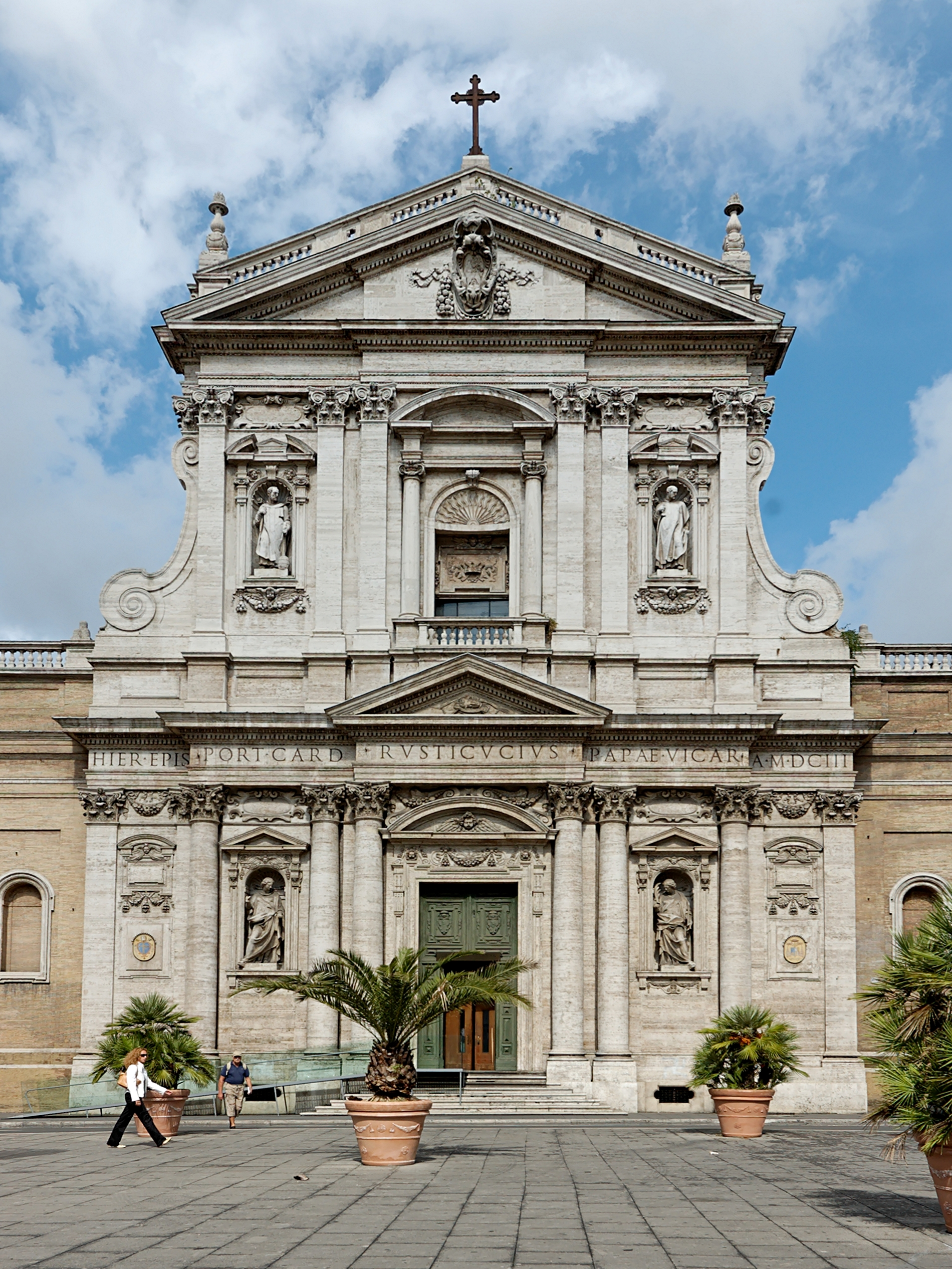
Fasaden till Santa Susanna i Rom.

Carlo Maderno, född 1556 i Capolago, Ticino, död 30 januari 1629 i Rom, var en italiensk arkitekt under ungbarocken. 

## Biografi
Carlo var bror till skulptören Stefano Maderno och släkting till arkitekten Francesco Borromini.
Maderno har bidragit med en rad kyrkobyggnader och palats i ungbarockens Rom. Mest känd är han för att ha ritat Peterskyrkans fasad och långskepp. År 1603 fullbordade han den harmoniska och banbrytande fasaden till kyrkan Santa Susanna på Quirinalen. Maderno är även ansvarig för större delen av Palazzo Barberini, som uppfördes i samarbete med Borromini och Bernini.
Maderno är begravd i kyrkan San Giovanni dei Fiorentini vid Via Giulia. 

## Byggnadsverk i Rom i urval

### Kyrkor
- San Giovanni in Laterano, Cappella Lancellotti (osäker attribution[1])
- Santa Lucia in Selci (påbörjad ombyggnad 1596)
- San Giacomo degli Incurabili (påbörjad av Francesco da Volterra, fullbordad av Maderno 1598–1602)
- Santa Pudenziana, Cappella Caetani (påbörjat av Francesco da Volterra, fullbordat av Maderno 1601)
- Santa Susanna (fasad 1603)
- Sant'Ambrogio della Massima (ombyggd 1606)
- Peterskyrkan (långhus och fasad 1607–1620)
- Sant'Andrea della Valle (fasad 1608, kupol 1622)
- Santa Maria della Vittoria (1610–1612)
- Santa Maria della Pace (högaltaret 1611–1614)
- San Giovanni dei Fiorentini (korpartiet 1614)

### Profana byggnader
- Palazzo Mattei di Giove (1598–1611)
- Palazzo del Quirinale (portalen, delar av trädgården cirka 1615)
- Palazzo Barberini (påbörjat av Maderno 1625, fullbordat av Giovanni Lorenzo Bernini och Francesco Borromini)
- Palazzo Chigi-Odescalchi

## Övriga byggnadsverk i urval
- Villa Aldobrandini, Frascati (påbörjad av Giacomo della Porta, fullbordad av Maderno 1602–1604)
- Villa Mondragone, Monte Porzio Catone (1613)